# Gaetano Caponeri
Gaetano Caponeri (Bologna, 1761 o 1763 – Bologna, 1º agosto 1833) è stato un pittore e decoratore italiano.

## Biografia

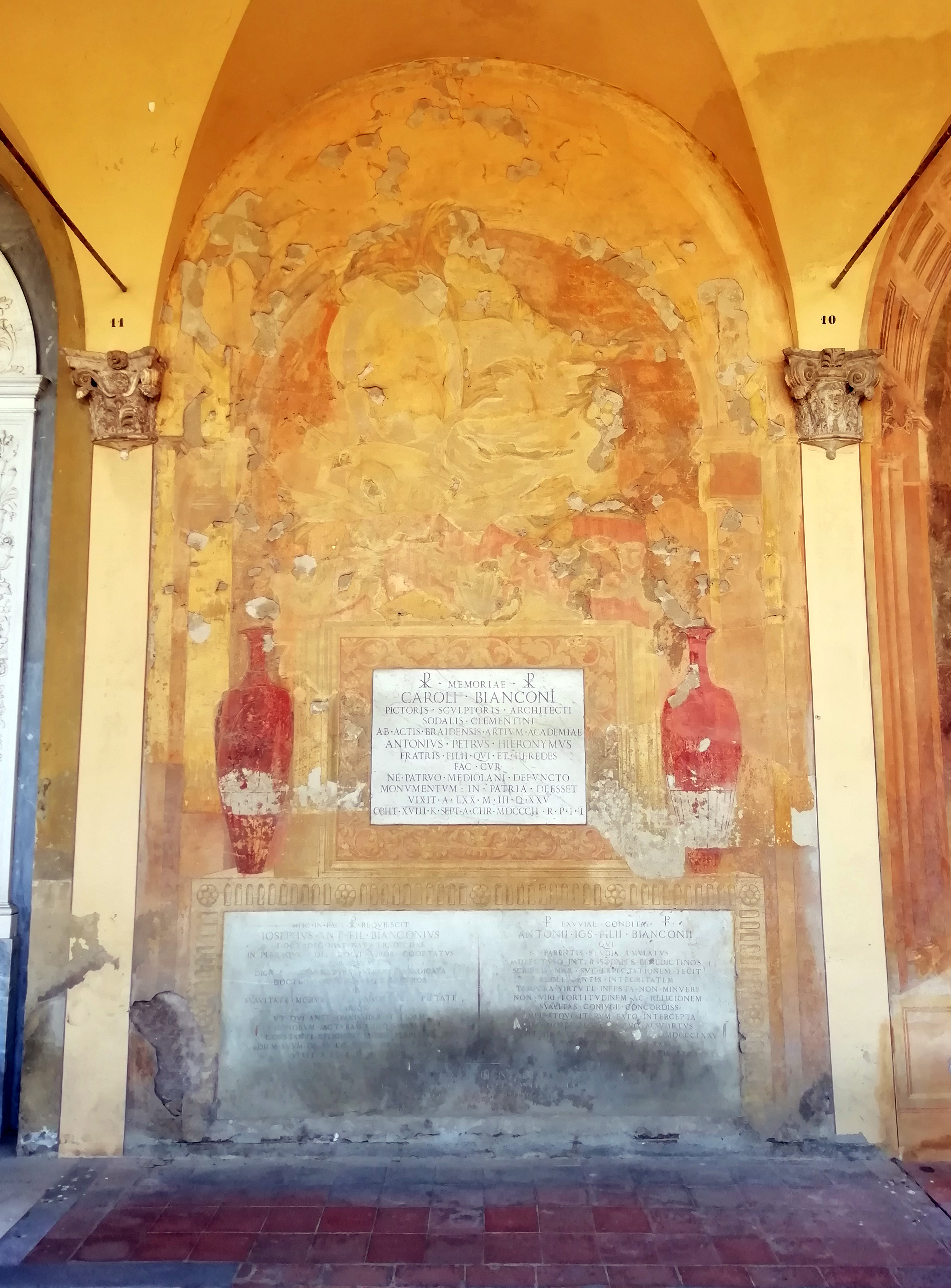
Caponeri esegue gli ornati del monumento a Carlo Bianconi, nella Certosa di Bologna. Le figure sono di Vincenzo Armani.

Nato a Bologna nel 1761 o nel 1763 secondo altre fonti, dall'incisore Vincenzo Caponegri, Gaetano Caponegri fu un pittore neoclassico attivo principalmente a Bologna. Si formò all'Accademia di belle arti di Bologna tra il 1778 e il 1783, divenendo poi allievo del pittore, decoratore e scenografo Mauro Braccioli. Conosciuto con il cognome Caponeri che si era scelto, si specializzò nell'esecuzione di fiori e nature morte, spesso inseriti in grandi composizioni prospettiche. Lavorò per il Teatro comunale di Bologna e alla Certosa oltre che per diverse ville suburbane. Collaborò con molti artisti tra i quali si ricordano Vincenzo Martinelli, Antonio Basoli e Pietro Fancelli. Tra le sue opere si ricordano in particolare quelle all'oratorio di San Bartolomeo di Reno, alla Chiesa della Madonna della Porta e a Palazzo Hercolani.
Era il padre di Giuseppe Caponeri.

## Opere
Elenco non esaustivo delle sue opere :
- Monumento a Giuseppe Salaroli, disegno e ornamenti di Gaetano Caponeri, figure di Giuseppe Tadolini, Cimitero monumentale della Certosa di Bologna[3]